# 張成孫
张成孙（1789年—?），字彦惟，武进人。
张惠言之子。乾隆五十四年（1789年）生，年幼時，惠言课以《说文》。張惠言曾著《説文諧聲譜》一書，未竟而卒。後成孫隨莊述祖學習。遂通小学，兼精算术。與同里董祐誠共治算學。續撰成其父之《说文谐声谱》，擴充为五十卷，改称《諧聲譜》。卒年不詳。著有《端虛勉一居文集》。